# District de Ccorca
Le district de Ccorca est l'un des huit districts de la province de Cusco.
Il a été créé le 14 janvier 1942, d'après la loi nº9549.